# Eumelea vulpenaria
Eumelea vulpenaria är en fjärilsart som beskrevs av Stoll 1782. Eumelea vulpenaria ingår i släktet Eumelea och familjen mätare. Inga underarter finns listade i Catalogue of Life.

## Bildgalleri

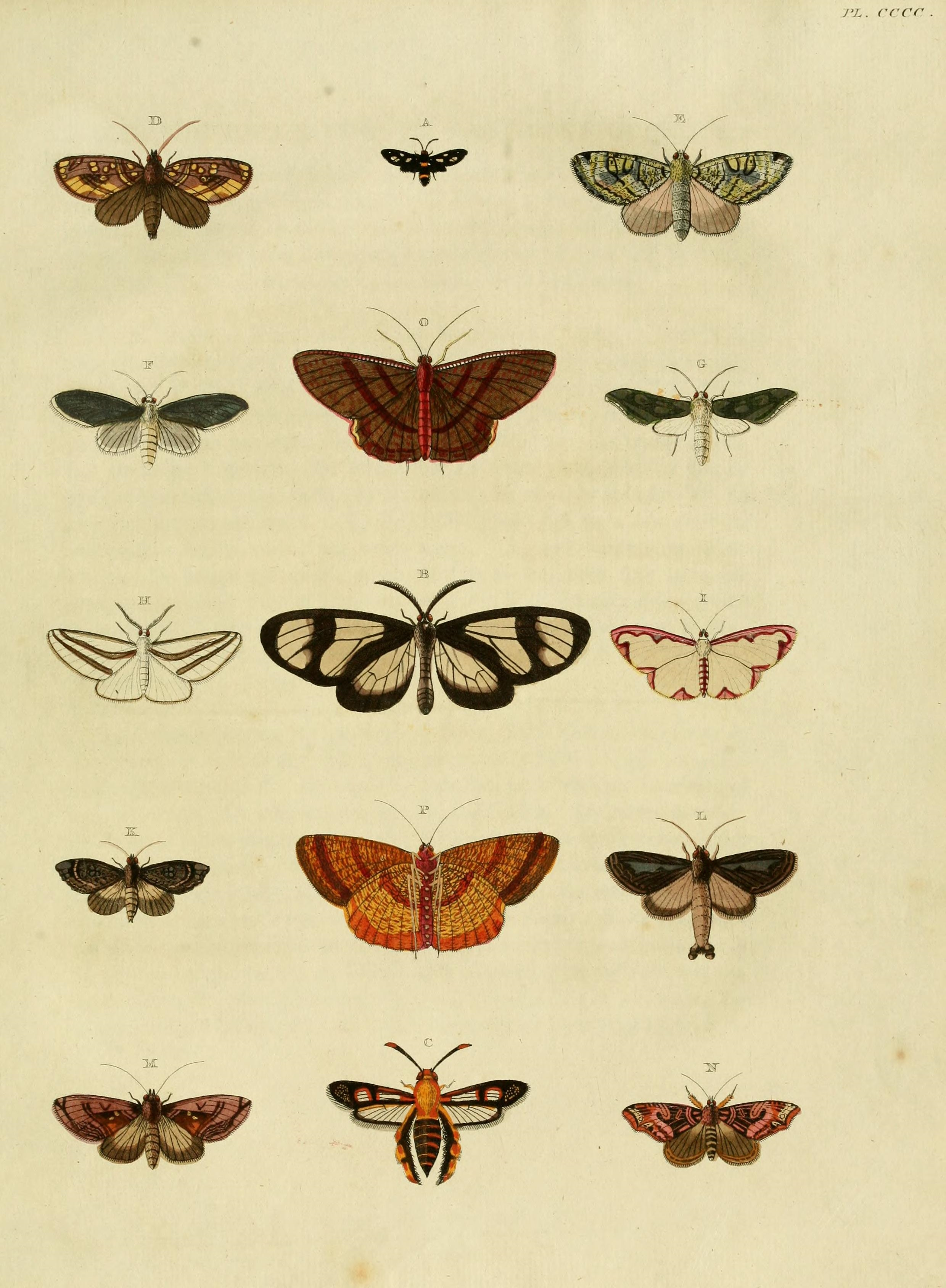